# Cowbridge
Cowbridge is een plaats in Wales, in de county borough Vale of Glamorgan en in het ceremoniële behouden graafschap South Glamorgan. De plaats telt 3616 inwoners.